# Kalínovka (Khabàrovsk)
Kalínovka (en rus: Калиновка) és un poble del krai de Khabàrovsk, a Rússia, que el 2018 tenia 164 habitants.